# Севиър (река)
Севиър е най-дългата река изцяло в Юта, САЩ. Извира в окръг Кейн и тече 525 км първоначално на север, после на запад, след което завива на юг и се влива в предимно сухото езеро Севиър в окръг Милард. Реката отводнява 14 245 км2 от планинската пустинна зона между река Колорадо и източната граница на Големия басейн.
Испански изследователи кръщават реката Рио Северо – „дива река“. Това име след това е англиканизирано на Севиър.
Първоначално басейна на реката е обитаван от индианците паюти и гошуте. За да избегнат непреодолимостта в долната част на река Колорадо, ранните търговци прокарват по-лесен търговски път от Санта Фе до Калифорнийското крайбрежие по река Севиър. През 1850 г. пристигат мормоните. Между местните племена и тях избухват конфликти. През 1852 г. пристига изследователска експедиция водена от Джон Гънисън да проучва района за прокарване на железопътна линия. Експедицията попада в схватка с индианците, в която Гънисън е убит. В началото на 20 век започват усилени строежи на язовири по реката, за да се предотвратят годишните разливи и да се улесни напояването в района. Днес Севиър е най-интензивно използваната река в САЩ за напояване в селското стопанство.